# Technomag Racing
Technomag Racing , auch bekannt als Technomag-CIP, Technomag carXpert, CarXpert Interwetten, Technomag Racing Interwetten, Garage Plus Interwetten oder Swiss Innovative Investors, war ein französisches bzw. Schweizer Motorradsport-Team, das zwischen 2010 und 2018 in der Moto2-Klasse (sowie zusätzlich 2012 in der Moto3-Klasse) der Motorrad-Weltmeisterschaft antrat. Teammanager war Fred Corminboeuf.

## Geschichte

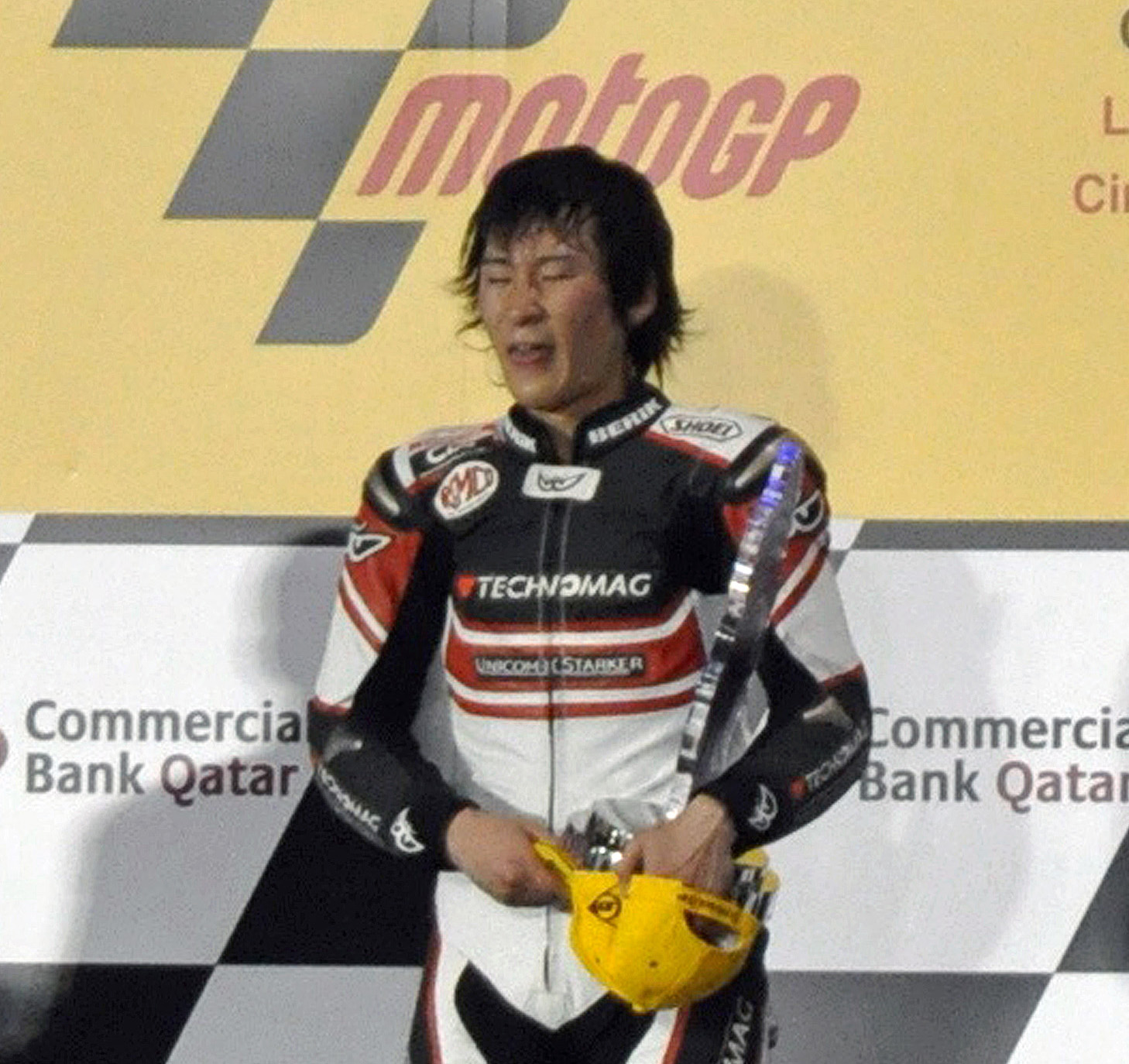
Shōya Tomizawa nach seinem Sieg für Technomag-CIP beim Großen Preis von Katar 2010

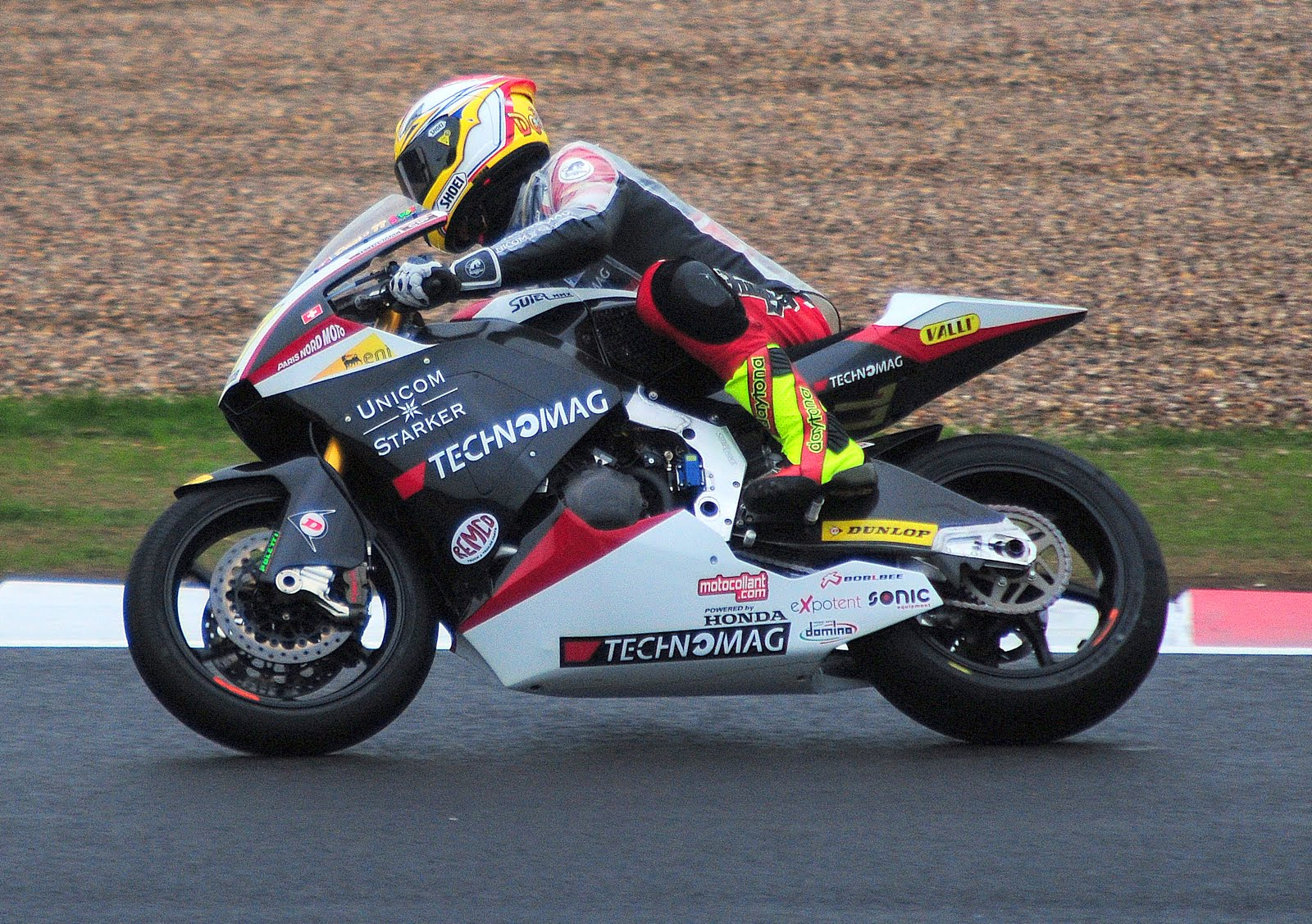
Dominique Aegerter 2010 auf einer Suter von Technomag-CIP

2010 wurde Technomag Racing als Kooperation mit CIP, die 2009 noch ohne Sponsor gewesen waren, gegründet. Fred Corminboeuf wurde der technische Direktor. Das Team trat mit Suter-Bikes und Dominique Aegerter und Shōya Tomizawa als Fahrern an. Gleich beim ersten Rennen, dem Großen Preis von Katar, fuhr der 19-jährige Japaner den ersten Moto2-Sieg der Geschichte ein. Im weiteren Saisonverlauf allerdings passierte beim Großen Preis von San Marino eine Katastrophe, als Tomizawa stürzte, von Alex De Angelis und Scott Redding überfahren wurde und im Krankenhaus noch während des darauffolgenden MotoGP-Rennens seinen Verletzungen erlag. Nach Tomoizawas Tod trat Technomag vier Rennen lang nur mit einem Fahrer an, ehe der zu diesem Zeitpunkt bereits zweifache Supersport-Weltmeister Kenan Sofuoğlu als neuer Teamkollege Aegerters bestätigt wurde. Gleich bei seinem ersten Rennen, dem Großen Preis von Portugal, fuhr der Türke in die erste Startreihe, führte den Großteil des Rennens und beendete das Rennen als Fünfter mit zwei Sekunden Rückstand auf den Sieger Stefan Bradl.
2011 fuhr Technomag-CIP zwei Podestplätze ein – den zweiten Platz durch Sofuoğlu beim Dutch TT und den dritten Rang durch Aegerter beim Großen Preis von Valencia.
2012 kehrte Sofuoğlu in die Supersport-WM zurück. Sein Platz wurde von Routinier Roberto Rolfo übernommen, während Aegerter ein drittes Jahr bei Technomag-CIP verblieb. Der Schweizer schloss die Saison als WM-Achter ohne Podestplatz ab. Zudem wurde ein Moto3-Team auf TSR-Honda mit Alan Techer und Kenta Fujii als Fahrer eingesetzt. Techer wurde WM-22. mit 21 Punkten, während Fujii punktelos blieb. Am Saisonende trennte sich CIP von Technomag, womit Corminboeuf das Moto2-Team unter dem Namen Technomag carXpert alleine weiterführte und CIP sich bis heute auf die Moto3 beschränkt, in welcher Technomag Racing fortan nicht mehr antrat.
Aegerter verblieb 2013 im Team; zweiter Fahrer wurde dessen Landsmann Randy Krummenacher. Aegerter wurde mit einem dritten Platz beim Dutch TT WM-Fünfter, Krummenacher WM-17.
2014 wurde Krummenacher durch Robin Mulhauser ersetzt. Aegerter verblieb bei Technomag carXpert und fuhr beim Großen Preis von Deutschland seinen einzigen Moto2-Sieg ein. Er wurde abermals Gesamtfünfter, während Mulhauser leer ausging.
2015 übernahm Corminboeuf die Interwetten Paddock-Mannschaft, wodurch der Teamname aufgrund der Verpflichtung von Interwetten als Sponsor zu Technomag Racing Interwetten geändert wurde und das Team jetzt mit Schweizer Lizenz fuhr. Auch der langjährige Paddock GP-Pilot Thomas Lüthi fuhr nun eine dritte Maschine neben Mulhauser und Aegerter, zudem wechselte Corminboeufs Mannschaft von Suter zu Kalex. Lüthi gewann den Großen Preis von Frankreich und wurde WM-Fünfter, während die Saison für Aegerter deutlich schlechter lief. Nach einem Sturz beim Großen Preis von Aragonien war die Saison für den Oberaargauer vorzeitig beendet und er wurde bis Saisonende auf Platz 17 durchgereicht; der Australier Josh Hook übernahm bis Saisonende seinen Platz, ging jedoch leer aus. Mulhauser wurde WM-28. mit einem Punkt.
2016 blieben alle drei Fahrer im Team, welches den Namen zu CarXpert Interwetten (für Aegerter und Lüthi) bzw. Garage Plus Interwetten (für Mulhauser) wechselte und der Name „Technomag“ damit aus dem offiziellen Teamnamen verschwand. Die Saison wurde die erfolgreichste für Technomag, Lüthi gewann vier Rennen und wurde Vizeweltmeister. Aegerter wurde immerhin Zwölfter, jedoch wurde er noch vor Saisonende durch den erst 16-jährigen Spanier Iker Lecuona ersetzt, nachdem er einen Vertrag mit Kiefer Racing unterschrieben hatte. Lecuona wurde auch für 2017 als Stammfahrer bestätigt und wurde damit der erste nicht aus der Schweiz stammende Stammfahrer Technomags seit der Trennung von CIP. Auch Mulhauser wurde aufgrund enttäuschender Leistungen durch einen weiteren Schweizer, Jesko Raffin, ausgetauscht.
2017 wurde Lüthi abermals Vizeweltmeister. Am Saisonende lief jedoch der Vertrag mit Interwetten und carXpert aus und Corminboeufs Mannschaft stand ohne Sponsor da. Da Lüthi und Lecuona für insgesamt vier Rennen verletzungsbedingt ausgefallen waren, fungierten Julián Simón, Danny Kent und Ricard Cardús als Ersatzfahrer. Lediglich Raffin hatte jedes Rennen bestritten.
2018 wechselte Technomag zu KTM als Chassis-Hersteller; allerdings wurde kein neuer Sponsor gefunden und das Team trat nun als Swiss Innovative Investors an (zwischenzeitlicher Projektname war CGBM Evolution gewesen). Nach Lüthis MotoGP-Aufstieg trat man erstmals seit 2014 nur noch mit zwei Fahrern an, während Raffin durch den früheren Supersport-Weltmeister Sam Lowes ersetzt wurde. Anfang Oktober wurde der Verkauf an das American Racing Team verkündet, da sich das Moto2-Projekt ohne Sponsor nicht länger finanzieren ließ. Beim letzten Rennen des Teams, dem Großen Preis von Valencia, fuhr Lecuona als Zweiter hinter Markenkollege Miguel Oliveira noch einmal aufs Podest. In der neu gegründeten Team-WM reichte dies für den achten Rang.

## Statistik

### Moto2-Team-WM-Ergebnisse (2018)
- 2018 – Achter

### Grand-Prix-Siege
| Saison | Rennen                                        |
| ------ | --------------------------------------------- |
| 2010   | Katar                                         |
| 2014   | Deutschland                                   |
| 2015   | Frankreich                                    |
| 2016   | Katar Vereinigtes Konigreich Japan Australien |
| 2017   | Tschechien San Marino                         |